# Children of the Corn 666: Isaac's Return
Children of the Corn 666: Isaac's Return (Brasil: Colheita Maldita 666 - Isaac Está de Volta) é um filme de terror de 1999. Escrito por Tim Sulka e John Franklin e dirigido por Kari Skogland.
É o sexto filme da série Children of the Corn.
Foi lançado diretamante em DVD nos Estados Unidos em 19 de outubro de 1999, chegou ao Brasil em 2001. John Franklin volta a interpretar Isaac, papel que fez pela primeira vez no filme original de 1984, Children of the Corn. É o único ator a aparecer em mais de um filme.

## Enredo
A personagem central é a bela Hannah (Natalie Ramsey), uma adolescente que completará 19 anos e resolveu voltar a Gatlin para descobrir mais sobre o seu passado, pois tudo que ela sabe é que sua mãe biológica era de lá e a entregou para adoção. Os pais adotivos sempre esconderam a verdade, temendo que em Gatlin ela descubra algo sobre seu horripilante passado – sim, ela foi concebida em meio à chacina dos adultos do primeiro filme.
No caminho até a cidadezinha, Hannah dá carona para um sinistro padre (Gary Bullock). Ao saber que o nome da motorista é Hannah, o sacerdote abre a Bíblia e conta a história da “Hannah bíblica”, dizendo que ela teve um filho que chamou de Samuel, e sugerindo que a garota também batize assim o seu filho quando o tiver. Dito isso, o homem desaparece misteriosamente do banco do carro de Hannah.
Ao que parece, existe uma profecia de que a moça voltaria à cidade para ressuscitar Isaac (o pregador-mirim líder das crianças assassinas, do primeiro filme) e lhe dar um filho, que seria o novo líder das crianças do milharal.
Isaac, que todos acreditavam estar morto, é mantido em coma no hospital de Gatlin pelo dr. Michaels (Stacy Keach). Mas, ao tocar instintivamente na mão do vilão, Hannah milagrosamente desperta o pregador assassino, que abre os olhos repentinamente, Isaac desperta de seu coma que já durava 19 anos. A partir de então, ele trata de reorganizar seu culto para dar continuidade à profecia final.
E Hannah percebe que não tem como escapar do seu destino.

## Elenco
- Natalie Ramsey como Hannah Martin
- Gary Bullock como Zachariah
- Alix Koromzay como Cora
- Stacy Keach como Dr. Michaels
- John Franklin como Isaac
- William Prael como Jake
- Paul Popowich como Gabriel
- Sydney Bennett como Morgan
- John Patrick White como Matt
- Nathan Bexton como Jesse
- Nancy Allen como Rachel Colby